# Gördülő ellenállás

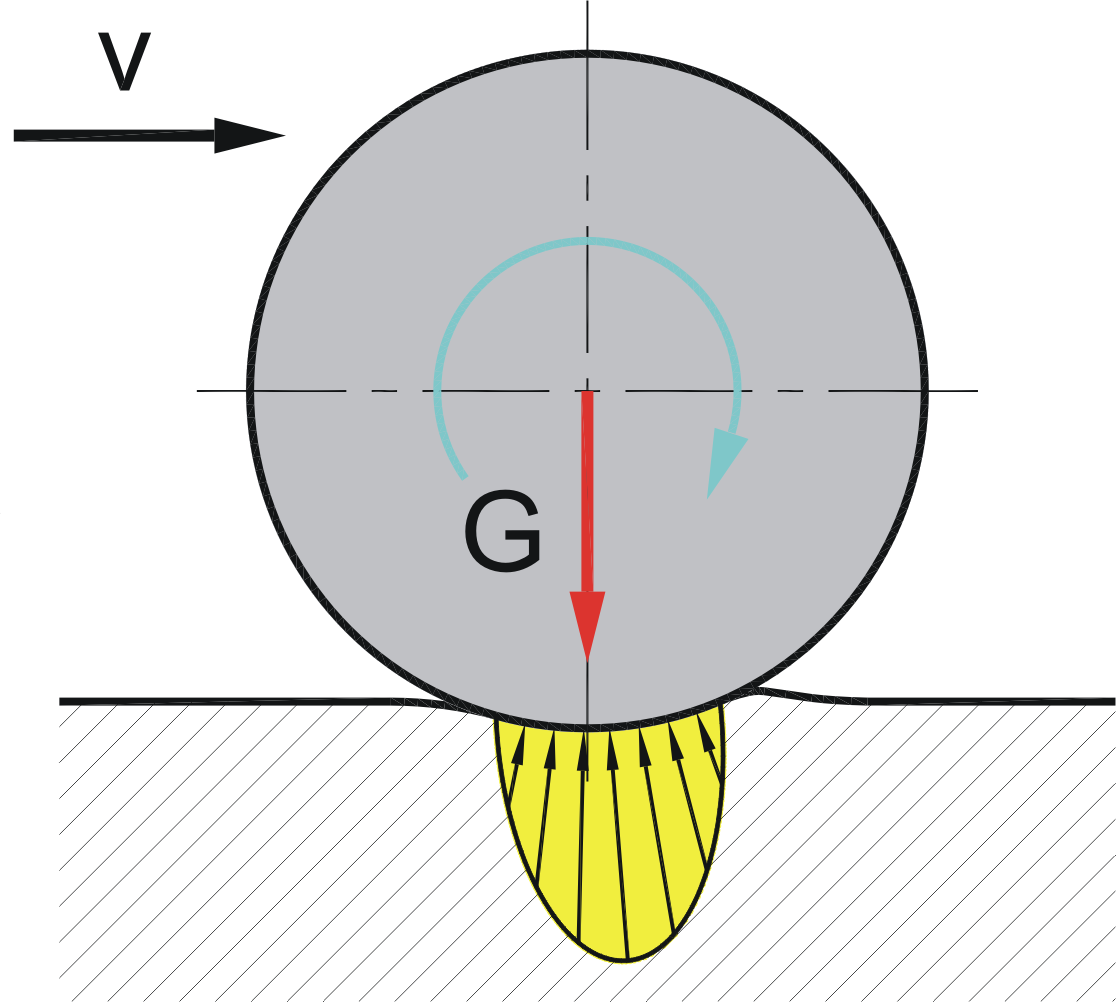
Puha pálya és kemény kerék esete

Gördülő ellenállás az az ellenállás (erő, nyomaték), amely akkor lép fel, ha egy testet  egy másikon legördítünk. Fellép például gördülőcsapágyakon, gépkocsi kerékabroncson. A gördülési ellenállás a görgő, a kerék vagy abroncs és a pálya deformációjából ered. Például a gumiabroncs gördülési ellenállása nagyobb, mint az acélból készült vasúti kocsi kerekének ellenállása. Hasonlóképpen a homok vagy beton nagyobb ellenállást okoz, mint a kemény acél vasúti sín. A gördülő ellenállás általában sokkal kisebb, mint a száraz csúszó súrlódás.

## Fizikai alapok

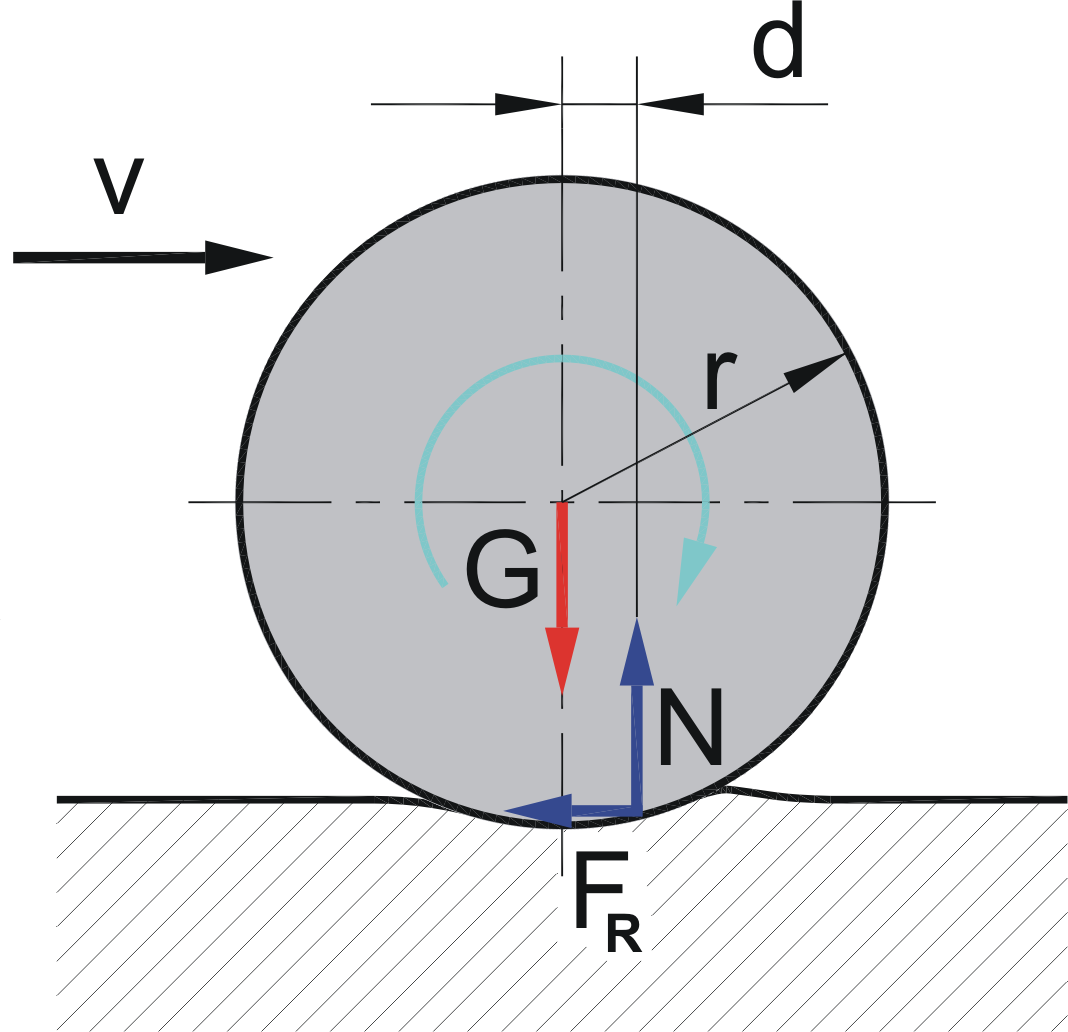
Gördülő ellenállás számításához

Az első ábrán látható egy olyan eset, ahol a kemény anyagból készült kerék lágy talajon gördül le. A kerék mozgása közben a deformálódott pálya a sárga területtel jelzett megoszló erőrendszerrel válaszol. A második ábrán az erőjáték látható. Az r sugarú kerék a függőlegesen lefelé irányuló G erővel nyomja a pályát, ennek reakcióereje az N felfelé mutató erő, amely azonban nem a kerék tengelyének függőlegesében, hanem attól d távolságra ébred. A vontatáshoz szükséges erő FR. A G és N erők alkotta erőpár M nyomatékot okoz:
{\displaystyle M=G\cdot d\,}
A vontató  FR erőnek ezzel kell egyensúlyt tartania. Ha például jármű kerekéről van szó, ott ez a vízszintes erő a kerék tengelyében hat, mellyel a keréknek a talajt érintő pontján ébredő száraz súrlódás ereje tart egyensúlyt. Ez a két erő is erőpárt alkot, melynek távolsága a kerék r sugara:
{\displaystyle M=F_{R}\cdot r\,~~~~~~~~~~~(1)}
A két nyomaték egyenlő, így a gördülő ellenállás így írható:
{\displaystyle F_{R}={\frac {d}{r}}\cdot G}
Másrészről a gördülési ellenállást a száraz súrlódáshoz hasonlóan így is szokás írni:
{\displaystyle F_{R}=\mu _{G}\cdot G\,}
Ahol {\displaystyle \mu _{G}} a gördülő súrlódás tényezője:
{\displaystyle \mu _{G}={\frac {d}{r}}}

## Görgő esete
Ha görgők gördülő ellenállását vizsgáljuk, az eredmény a fentiekhez hasonló lesz, csak a vontatási erő a görgő felső pontján ébred, így az (1) összefüggés most így írható:
{\displaystyle M=F_{R}\cdot 2r\,}
és a gördülő súrlódási tényező:
{\displaystyle \mu '_{G}={\frac {d}{2r}}}
d értéke igen kicsi, a gördülőellenállás jóval kisebb, mint a csúszó súrlódás. Acél kerék acél pályán (például vasúti kocsi daru sínen) d ≈ 0,5 mm, edzett acélgolyók edzett acélpályán (gördülőcsapágy) d ≈ 0,005-0,01 mm.

### A gördülőμG{\displaystyle \mu _{G}}súrlódási tényező hozzávetőleges értékei
| cR           | Gördülőelem/pálya                                                                                  |
| ------------ | -------------------------------------------------------------------------------------------------- |
| 0,0005–0,001 | Golyóscsapágy, Golyó és csapágygyűrűk edzett acélból                                               |
| 0,001–0,002  | Vasúti kocsi kereke sínen                                                                          |
| 0,007        | Gumiabroncs aszfalton                                                                              |
| 0,006–0,010  | Tehergépkocsi gumiabroncs aszfalton                                                                |
| 0,013–0,015  | Személygépkocsi gumiabroncs aszfalton                                                              |
| 0,01–0,02    | Gumiabroncs betonon                                                                                |
| 0,020        | Gumiabroncs kavicson                                                                               |
| 0,015–0,03   | Gumiabroncs kockakövön                                                                             |
| 0,03–0,06    | Gumiabroncs kátyús úton                                                                            |
| 0,045        | Lánctalp kocsiúton (például a német Leopard 2 páncélos)                                            |
| 0,050        | Gumiabroncs földúton                                                                               |
| 0,04–0,08    | Gumiabroncs homokban                                                                               |
| 0,07–0,08    | Erősen bordázott mezőgazdasági gumiabroncs (Caterpillar Challenger und John Deere 8000T) aszfalton |
| 0,2–0,4      | Gépkocsi gumiabroncs futóhomokban                                                                  |